# Türkmen-Karahöyük
Koordinaten: 37° 37′ 21″ N, 33° 1′ 46″ O
Türkmen-Karahöyük ist eine archäologische Stätte in der Türkei und liegt in der Ebene von Konya. Sie liegt auf einem großen Hügel nördlich des gleichnamigen Dorfes. Der antike Name des Ortes ist unbekannt.

## Erforschung
Die archäologische Bedeutung des Ortes wurde 2017 erstmals während einer Sichtung des Hügels erahnt. Deshalb startete 2018 James F. Osborne das Türkmen-Karajöyük Intensive Survey Project (TISP) und die Stätte wurde im Sommer 2019 genauer untersucht. Dabei wurde das Gebiet des Hügels und seiner Umgebung systematisch nach Keramikscherben und andern Artefakten untersucht und statistisch ausgewertet. Anhand der gefundenen Keramik und einer Inschrift in hieroglyphenluwischer Schrift konnte gezeigt werden, dass der Ort von der Bronzezeit bis in die Antike ein wichtiger Zentralort war.

## Befunde
Die Ebene von Konya war im Altertum eine gut bewässerte und fruchtbare Region und Türkmen-Karahöyuk lag am Nordufer des heute ausgetrockneten Hotamış-Sees. Der Hügel erhebt sich rund 35 Meter über die Ebene und umfasst knapp 30 Hektar. Die Siedlung erstreckte sich zudem in die Ebene nordöstlich des Hügels. Ob sie sich auch südwärts ausdehnte, kann wegen des modernen Dorfes nicht untersucht werden.

### Kupfersteinzeit und Bronzezeit
Die ältesten datierbaren Funde stammen aus der späten Kupfersteinzeit, etwa ab 4500 v. Chr. und wurden am Fuß des Hügels gefunden. Auch die Funde der frühen Bronzezeit (3200–2000 v. Chr.) stammen vom Rand des Hügels.
Die Funde der Mittleren Bronzezeit (2000–1650 v. Chr.) dehnen sich über den ganzen Hügel aus, so dass die damalige Siedlung etwa 30 Hektar umfasste, was etwa der Größe anderer gleichzeitiger Siedlungen der Konya-Ebene entspricht. Eine Scherbe mit zwei Stempeleindrücken deuten auf Beziehungen zum altassyrischen Handelsplatz in Kültepe (Stufe 1b).

### Späte Bronzezeit
Während der späten Bronzezeit (1650–1200) kam der Ort zum hethitischen Reich, doch ist der hethitische Name der Siedlung unbekannt. Der Ort entwickelte sich damals zu einer Stadt mit einer Ausdehnung von mindestens 125 Hektar. Funde feinerer Keramik weisen auf eine Oberschicht im Ort hin. Während des Spätreichszeit lag der Ort im Grenzgebiet des hethitischen Unteren Landes, des Hulaya-Flusslandes und von Tarḫuntašša, deren Grenzen nicht genau bekannt sind. Nach Michele Massa et al. könnte Türkmen-Karahöyük mit der hethitischen Stadt Tarḫuntašša identisch sein.

### Eisenzeit
Während der frühen Eisenzeit (1200–600 v. Chr.) erstreckte sich die Stadt über dasselbe Gebiet wie die hethitische Stadt, während in der Antike die Unterstadt kleiner war, so dass die Siedlung vielleicht noch 50 Hektar umfasste.
Der bedeutendste Fund war eine eisenzeitliche Inschrift des Königs Hartapu, die ins 8. Jahrhundert v. Chr. datiert werden kann.
In assyrischen Quellen des 8. und 7. Jh. v. Chr. wurde das Gebiet östlich der Konya-Ebene Tabal genannt, und es ist wahrscheinlich, dass auch Türkmen-Karahöyük zu diesem Gebiet gehörte, das aus mehreren kleineren späthethitischen Königreichen bestand, wovon Türkmen-Karahöyük eines war.